# Мадаин Салих
Мадаин Салих (на арабски: مَدَائِن صَالِح), наричан също Ал-Хиджр (на арабски: ٱلْحِجْر) или Егра (на старогръцки: Ἔγρα), е археологически обект, разположен в административен окръг Ел Медина в Хиджаз, Саудитска Арабия. Повече от останките датират от царството Набатея (1 век). Обектът представлява най-южното и най-голямото селище в царството след столицата му Петра (днес в Йордания). Намерени са следи от римско поселение след господството на Набатея. В днешно време в Мадаин Салих са запазени 111 монументални гробници, 94 от които са с украсени фасади, 50 надписа, датиращи отпреди Набатея, пещерни рисунки, водни кладенци и други архитектурни постижения на набатейците.
Селището се споменава в Корана, където се споменава, че месното население е било наказано от Аллах заради идолопоклонничество със земетресение и мълнии. Така, в ислямския свят то получава репутацията на прокълнато място – имидж, който националното правителство се опитва да изчисти, тъй като се стреми да развие туристическия потенциал на мястото.
През 2008 г. Мадаин Салих е включен в списъка на световното културно и природно наследство на ЮНЕСКО – първият такъв обект в Саудитска Арабия. Избран е за доброто състояние на останките си от Късната античност, особено монументалните гробници със сложно орнаментираните си фасади.

## История

### В Корана
Според ислямските традиции, Ал-Хиджр е първоначално заселен от народа самуд, които издълбават жилищата си в околните скали. Племето, обаче, започва да се кланя на идоли и репресиите срещу него стават чести. Салих, чието име носи Мадаин Салих, призовава самудяните да се покаят. Самудяните пренебрегват предупреждението и го предизвикват да направи така, че от камък да излезе бременна камила. Такава наистина излиза, но въпреки чудото малцина взимат предвид предупреждението му. Неверниците убиват свещената камила, а новороденото ѝ избягва крещейки към планината. На самудяните е поставен ултиматум от три дни, преди да настъпи наказанието им. Салих и монотеистичните му поклонници напускат града, но останалите са наказани от Аллах, като душите им напускат безжизнените им тела по време на земетресение и удари от мълнии.
Според Корана, самудяните населяват района много по-рано от 715 г. пр.н.е., както гласят надписите от Саргон II. Все пак, последните изследвания сочат, че точна хронология на поселението на самудяните не може да се изведе от Корана.

### Набатейски период
По-мащабното заселване на мястото настъпва през 1 век, когато то попада под властта на владетеля на Набатея Арета IV Филопатрис, който прави Мадаин Салих втора столица след Петра, намиращ се по̀ на север. То претърпява силна урбанизация, превръщайки се в град. Геологията на Мадаин Салих се оказва идеална среда за дълбаене в скалите на жилища и паметници. Набатейците развива оазисно селско стопанство, изкопавайки кладенци и създавайки резервоари за дъждовна вода в скалите. Те издълбават в скалите места за преклонение и надписи. Подобни характеристики се срещат и в други набатейски селища, от Сирия на север до пустинята Негев и Хиджаз на юг.
Намирайки се на търговски кръстопът, Набатейското царство процъфтява, поддържайки монопол върху търговията с благовония, мирово етерично масло и подправки. През града редовно минават кервани, а пристанището Егра Коме на Червено море се намира наблизо.

### Римски период
През 106 г. Набатея е анексирана от Римската империя. Хиджаз става част от римската провинция Арабия.
Търговския маршрут се измерва от сухопътната ос север-юг на Арабския полуостров към морския път през Червено море. Така търговската роля на града започва да упада, а недълго след това градът е изоставен. Според археолозите, мястото е загубило всичките си градски функции към началото на Късната античност.
Историята на Мадаин Салиг от залязването на Римската империя до появата на исляма остава неизвестна. Мястото се споменава спорадично от пътешественици и поклонници по пътя си към Мека. То служи като спирка по пътя на Хаджа, предоставяйки подслон и вода на поклонниците. Сведения от 14 век на Ибн Батута споменават издълбаните гробници на Ал-Хиджр, но не и наличието на човешка дейност там.

### Османски период
Османската империя анексира западната част на Арабия от Мамелюкския султанат през 1517 г. В ранните османски записи относно пътя на Хаджа между Дамаск и Мека, Мадаин Салих не се споменава до 1672 г., когато пътешественика Евлия Челеби отбелязва, че кервана преминава през място, наречено „Абяр Салих“, където има останки от няколко града. В периода 1744 – 1757 г. е построена крепост близо до Ал-Хиджр по заповед на османския губернатор на Дамаск. В крепостта е построена цистерна, подхранвана от голям кладенец, а мястото се превръща във важна спирка по пътя на поклонниците, които могат да си купят местни стоки, като например фурми, лимони и портокали. Това е една от поредица фортификации, построени с цел защита на поклонническия път към Мека.

### Съвремие
Първият западен пътешественик, открил Мадаин Салих, е Чарлз Даути, който се присъединява към кервана към Мека и достига руините на града през 1876 г. Даути описва османската крепост, където пребивава два месеца, и отбелязва, че бедуини са си установили лагер близо до сградата.
През 19 век се появяват сведения, че кладенците и оазисът на Ал-Хиджр се използват от време на време от жителите на съседното село Тема. Това продължава до 20 век, когато Хиджазката железница е прокарана през местността (1901 – 1908) по заповед на османския султан Абдул Хамид II. Северно от Ал-Хиджр е построена станция за поддръжка на локомотиви, както и офиси и общежития за железопътния персонал. Обаче, те са унищожени в хода на Арабското въстание през Първата световна война. Въпреки това, археологическите разкопки през този период продължават. Железопътната станция впоследствие е възстановена.
Към края на 1960-те години правителството на Саудитска Арабия разработва програма за въвеждане на уседналост на номадските бедуини, живеещи в района. Въпреки това, признаването на Ал-Хиджр за археологически обект през 1972 г. води до заселването на бедуините не в Ал-Хиджр, а на север от него. За тях са построени нови кладенци и е разработена нова земеделска земя, което позволява да се запазят тези в Ал-Хиджр.
Въпреки идентифицирането на археологическата стойност на мястото, през следващите години разкопките тук са минимални. В началото на 21 век Саудитска Арабия решава да насърчава опазването на културното наследство и развиването на туризма в района. Така, през 2008 г. мястото е обявено за част от списъка на световното културно и природно наследство на ЮНЕСКО в Арабския свят.